# Štítary
Štítary (německy Schiltern) jsou městys v okrese Znojmo v Jihomoravském kraji. Žije v něm 701 obyvatel.
Sousedními obcemi sídla jsou Zálesí, Chvalatice, Ctidružice, Pavlice, Onšov, Šumná, Lančov, Vranovská Ves a Vranov nad Dyjí.

## Název
Původní podoba jména Ščitaři (tj. výrobci štítů) označovala obyvatele vsi a posléze byla přenesena na vesnici. Jednalo se zprvu o osadu služebníků znojemského hradu. Německé jméno bylo překladem českého.

## Historie
První písemná zmínka o městečku pochází z roku 1346.

## Přírodní poměry
Štítary leží v Jevišovické pahorkatině. Jihozápadně od nich se na břehu vodní nádrže Vranov nachází přírodní památka Orlí hnízdo.

## Obyvatelstvo
| Rok            | 1869  | 1880  | 1890  | 1900  | 1910  | 1921  | 1930  | 1950 | 1961 | 1970 | 1980 | 1991 | 2001 | 2011 | 2021 |
| -------------- | ----- | ----- | ----- | ----- | ----- | ----- | ----- | ---- | ---- | ---- | ---- | ---- | ---- | ---- | ---- |
| Počet obyvatel | 1 055 | 1 116 | 1 129 | 1 076 | 1 040 | 1 068 | 1 153 | 891  | 897  | 817  | 712  | 605  | 677  | 663  | 581  |
| Počet domů     | 179   | 185   | 189   | 192   | 206   | 209   | 236   | 214  | 184  | 174  | 177  | 197  | 216  | 223  | 230  |

## Správa městyse
Od 10. října 2006 byl obci vrácen status městysu.

## Pamětihodnosti
- Kostel svatého Jiří
- Hřbitov
- Tři výklenkové kapličky
- Fara na návsi
- Boží muka u fary
- Socha svatého Floriána
- Socha svatého Jana Nepomuckého

## Galerie

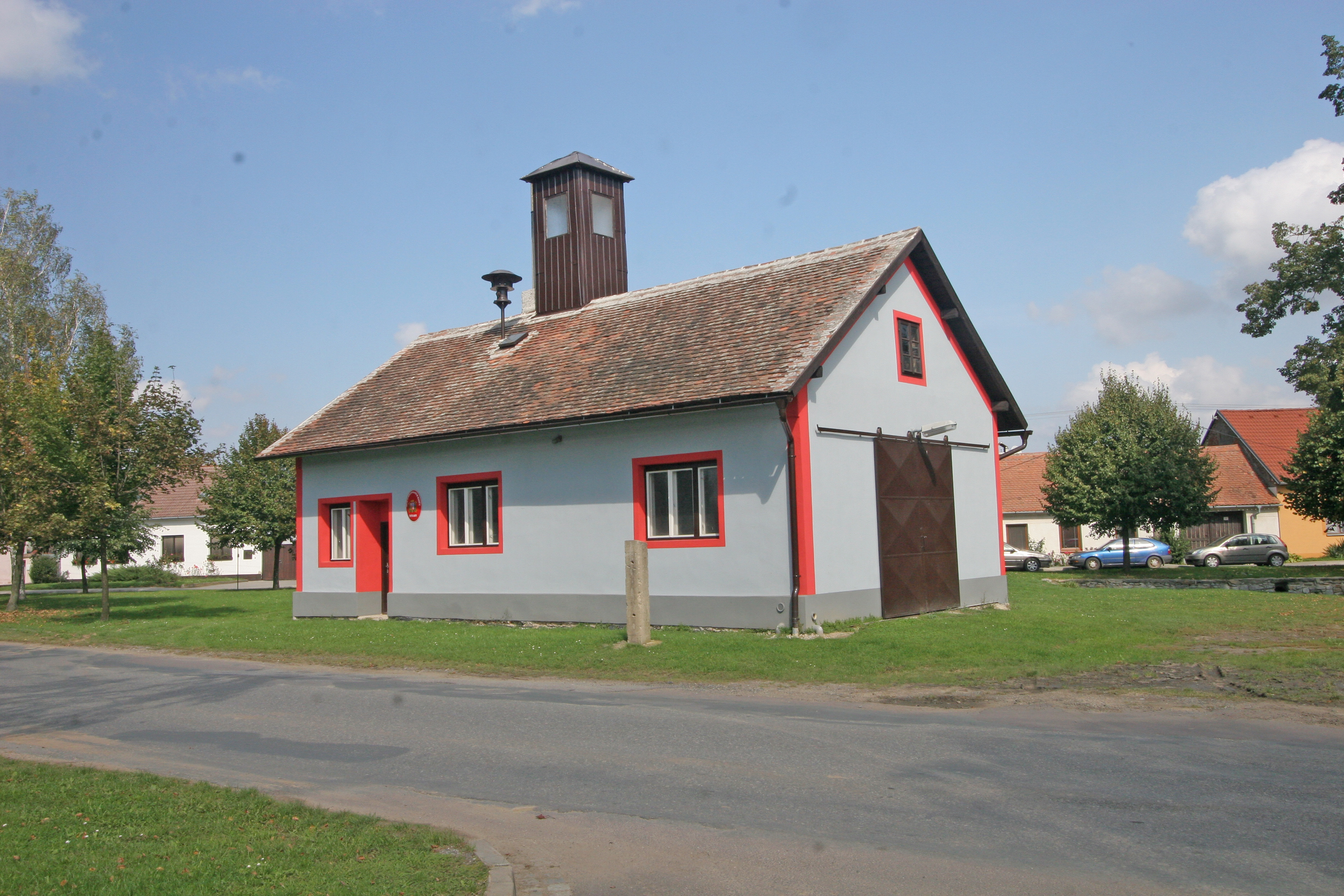
Hasičská zbrojnice
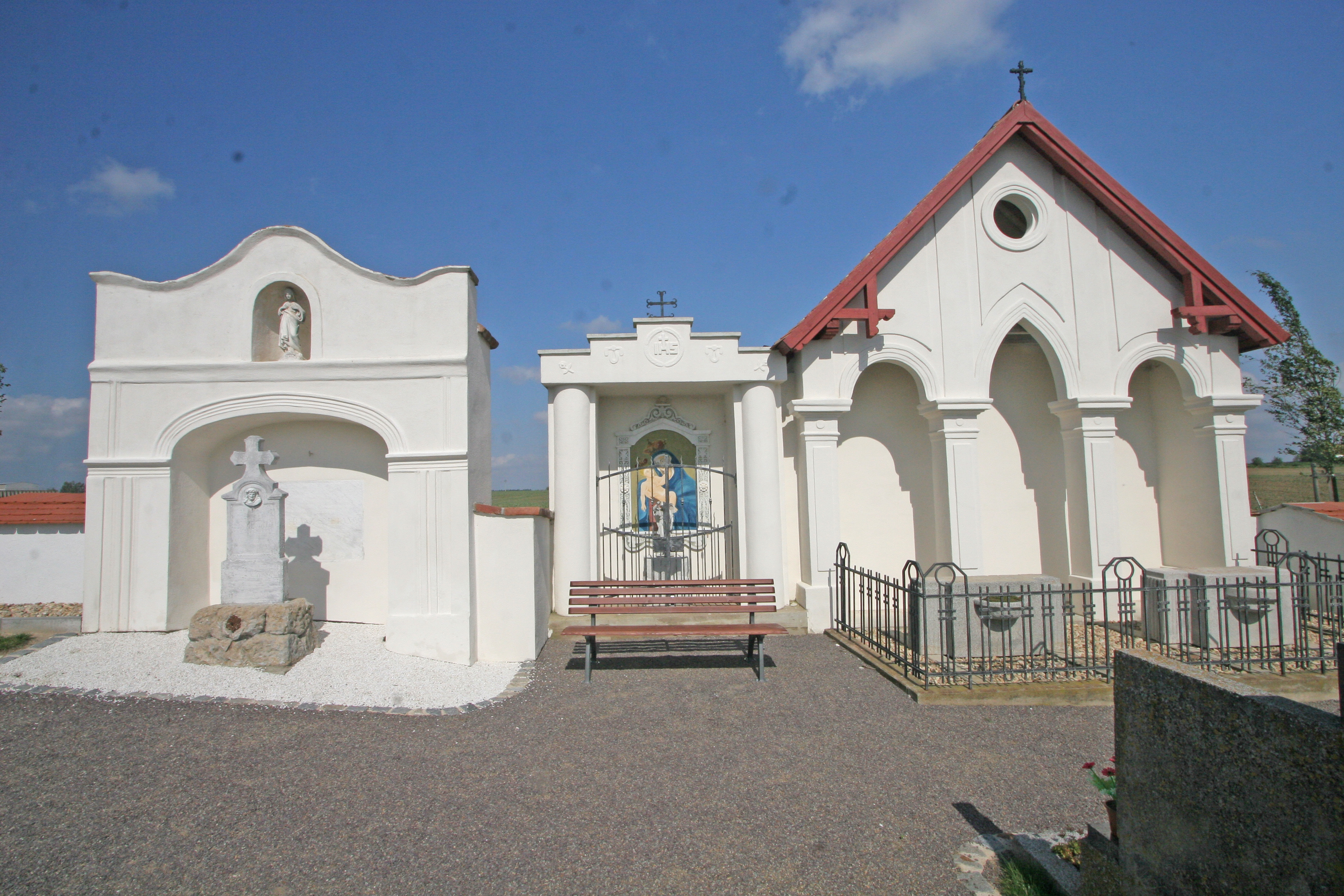
Hřbitov
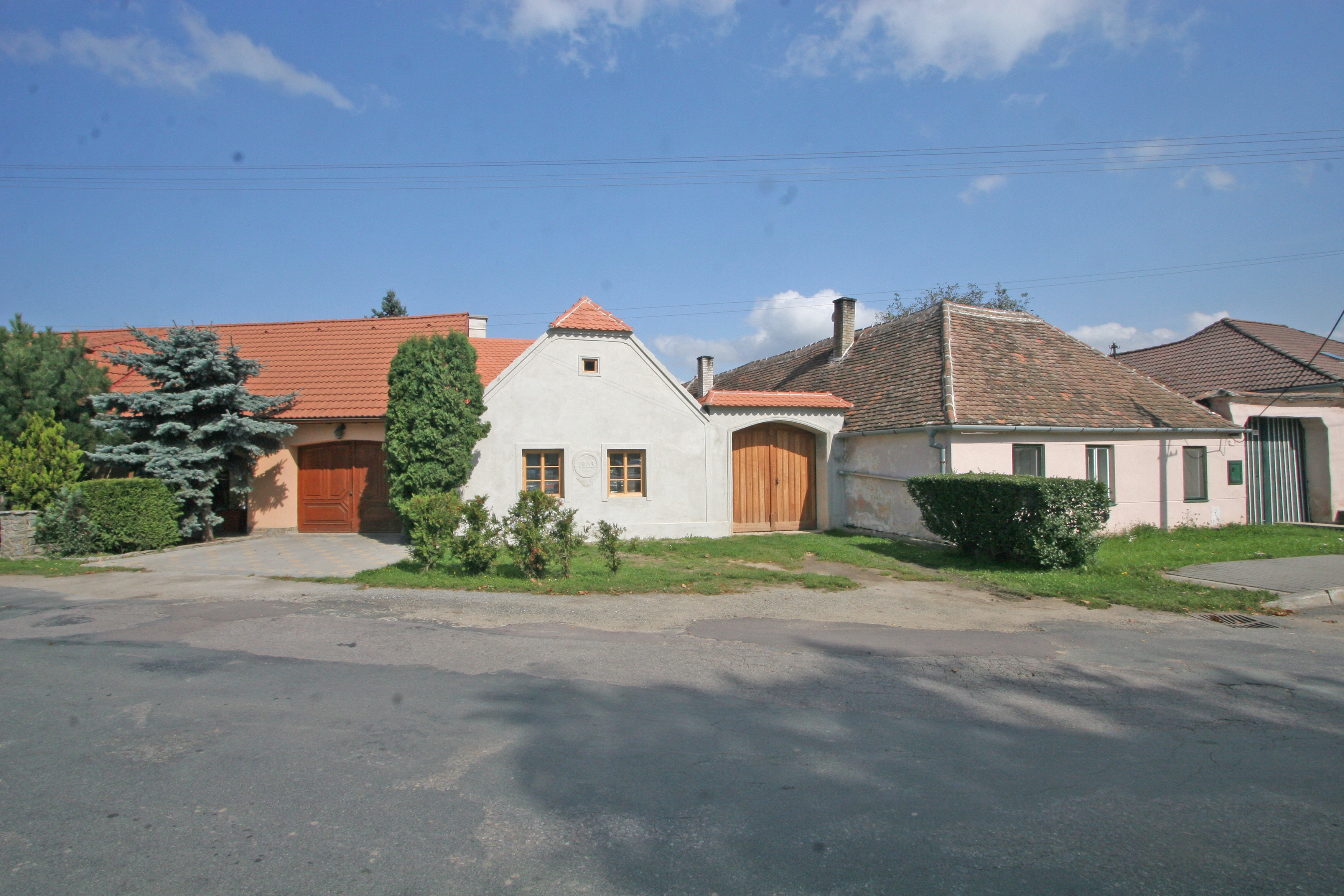
Domy čp. 91 a 92
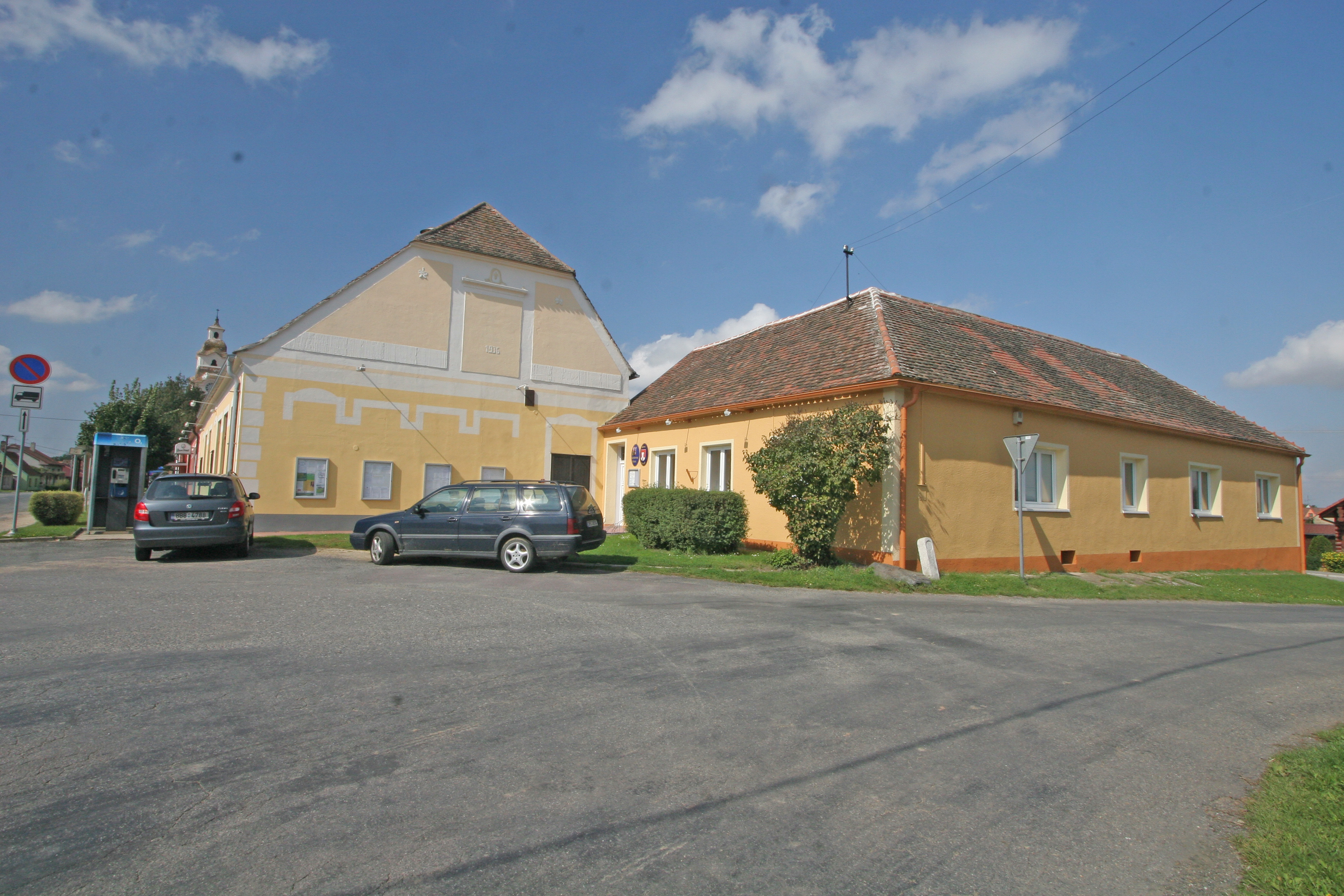
Obecní úřad